# Оръжията и човекът
„Оръжията и човекът“ (на английски: Arms and the Man) е комедия на ирландския драматург Джордж Бърнард Шоу, поставена за пръв път на 21 април 1894 година в „Авеню Тиътър“ в Лондон.
Действието на пиесата се развива в България в края на Сръбско-българската война, а основни теми са безсмислеността на войната и различните форми на човешкото лицемерие. „Оръжията и човекът“ става първият голям търговски успех на Бърнард Шоу и през следващите десетилетия е поставяна многократно, превръщайки се в една от най-популярните му пиеси. Тя е адаптирана в оперетата „Шоколадовият войник“ на Оскар Щраус, филма „Герои“ на Франц Петер Вирт, както и в няколко радио постановки.

## Представления
За първи път постановката е представена през 1894 година в Лондон. Критиката я намира за „прекалено дълга“, „отвратително патриотична“ и „безсърдечно интелектуална, но публиката я харесва и се налага да добавят дати за нови представления заради големия интерес. В 1903 г. цензурата забранява комедията във виенския „Бургтеатър“. Намира я неудобна заради Илинденското въстание. През 1924 година пиесата е поставена в Берлин и Виена и среща протести от гневни българи. В Берлин тя е временно прекратена, а във Виена пада от репертоара.
В свояте мемоари „Имало едно време в България“, авторката на „Апостолът на свободата“ и други книги за български национални герои, Мерсия Макдермот пише, че Бърнард Шоу е твърде несправедлив спрямо България в пиесата. Тя счита, че той е станал жертва на собственото си невежество към всичко българско. По-нататък тя предвижда че, „...постановката „Оръжието и човекът“ би предизвикала протест от национален мащаб!“
На 7 ноември 2024 година Малкович поставя пиесата в Народния театър.
Организации, определящи се като патриотични, осъждат поставянето на пиесата, смятайки за унизително описанието на българите и организират протест, който се превръща във физическа конфронтация с членове на театъра и публиката. В организирания протест вземат участие лидери на крайно десни партии, сред които Волен Сидеров и Ангел Джамбазки. Срещу постановката реагират потомъкът на Димитър Талев – Димитър Панчев, а седмица преди поставянето на постановката има реакция от Съюза на българските писатели. Много други интелектуалци не са съгласни, че постановката е унизителна, но лобират да не се поставя поради страх от конфронтации, като осъждат последвалата агресия срещу постановката. От литературна гледна точка някои от тях намират текста за „водевилен“, а постановката – за обидна за Народния театър.
Пиесата е поставяна и в провинцията – Враца и Русе. Тогава режисьорът Николай Поляков използва друг превод и я поставя под друго заглавие – „Шоколадовият войник“. Срещу променената версия също се обявяват възражения от патриотични организации.